# So Plush
So Plush foi um grupo de norte-americano de R&B contemporâneo composto por Rhonda Roussel, Donielle Carter, Raquel Campbell e T. J. Lottie. Assinaram contrato com a Epic Records na década de 1990. O single de estreia delas "Damn (Should've Treated U Right)" com a parceria de Ja Rule foi lançado em 1999 alcançando o top 40 nos gráficos musicais da Billboard. O álbum de estreia delas autointitulado  foi lançado em outubro de 2000. Um segundo single  "Things I Heard Before" alcançou nos gráficos musicais semanais da BET.
O grupo apareceu em um dos episódios das sitcoms The Steve Harvey Show e The Parkers. Fez uma parceria no álbum Get in the Booth de Ashley Ballard, na faixa "It Was You". A faixa também dez parte da trilha sonora do filme Pokémon: The First Movie.
A integrante T. J. Lottie, é casada com o ex-jogador de basquetebol da NBA, Richard Hamilton.